# 1978 في السعودية
تحتوي هذه المقالة على أهم الأحداث التي شهدتها السعودية في 1978، إضافة إلى أهم الشخصيات السعودية التي وُلدت أو تُوفيت في هذه السنة.

## السياسة

### الحكم
الملك: خالد بن عبد العزيز آل سعود

## أحداث
- إنشاء برج التلفزيون بمدينة الرياض.[1]
- تأسيس نادي العين.[2]

### يناير
- تأسيس شركة سعودي أوجيه.[3]

### فبراير
- 8:
  - المملكة تقدم 79 منحة دراسية لأبناء دولة المغرب للدراسة في جامعة الرياض وجامعة الملك عبدالعزيز بجدة وجامعة الإمام محمد بن سعود والجامعة الإسلامية بالمدينة المنورة.[4]
  - البدء في تطبيق نظام اليوم الدراسي الكامل على مدرستين بالرياض يتمثل في استمرارية الدراسة اليومية لمدة سبع ساعات تتخللها أنشطة لا منهجية بالإضافة إلى نشاط التربية الرياضية والفنية والاستفادة من مكتبة المدرسة.[5]
- 15:
  - صدور مرسومان ملكيان يقضيان بمنح شركتي أسمنت القصيم وينبع امتياز تعدين لاستغلال المواد الخام اللازمة لتصنيع الأسمنت في جبل القويطير والنقيب لمدة 30 سنة.[6]
  - إنشاء قسم للنشر العلمي بجامعة الرياض وستكون متخصصة بنشر بحوث المؤتمرات التي تعقدها الجامعة والمجلات العلمية والكتب تحت عنوان مطبوعات جامعة الرياض كما سيقوم القسم الجديد بإصدار الأدلة عن الكليات والجامعة ونشرة اعلامية والفهارس الموحدة.[7]

### مارس
- 7: الأمير سطان بن عبد العزيز وكيل إمارة منطقة الرياض يستقبل غلام صديق وزير التعليم العالي في أفغانستان.[8]
- 23:
  - إقامة مسرحية "رقم 3" في قاعة المحاضرات العامة من الجمعية العربية السعودية للثقافة والفنون بفرع الدمام حيث اشترك بأداء أدوار المسرحية كل من محمد زكي وناصر المبارك وحسن الهويدي وعلي الناصر ومحمد الشريدي ومحمد سمير الناصر وهزاع الدوسري وعلي النمر وعبدالعزيز الخضير.[9]
  - افتتاح مركز للتدريب المهني في مدينة المجمعة شاملة التعليم والتدريب على صيانة السيارات والكهرباء واللحام والنجارة كما يشمل أقسامًا للإدارة وفصولًا دراسية ومرافق عامة ومحطة لتوليد الطاقة الكهربائية.[10]

### يونيو
- 9: افتتاح مشروع للمياه من وزارة الزراعة والمياه لتزويد مدينة الرياض بنحو 15 مليون جالون من المياه يومياً من صلبوخ ويعتمد على نقل المياه من 16 بئرًا بعمق 1500 متر إلى محطة تبريد لتخفيض درجة حرارة المياة من 75 درجة إلى 30 درجة ثم محطة للكهرباء قوتها 21 ميجاوات لتشغيل الآبار ثم محطة للتنقية ومحطة للتحلية وستخصص المحطة الأخيرة لتخفيض نسبة الأملاح في المياه.[11]

### يوليو
- 26: تخريج الدفعة الأولى من مركز تدريب شرطة عسير تضمنت 90 فردًا من رجال الشرطة تلقوا فيها تدريبات نظرية وعملية في تحقيق الشخصية والتحقيق الجنائي والبحث الجنائي والدوريات.[12]

### أغسطس
- 1:
  - جولة للملك فهد عبدالعزيز آل سعود في مصر، سوريا، العراق، الأردن.[13]
  - بناء 34 جسرًا حديثا في مدينة جدة والطرق المؤدية لها من مكة والمدينة.
  - استلام المرحلة الثانية من توسعة المحطة الكهربائية في حائل حيث أصبحت الطاقة الكهربائية الإجمالية 25 ألف كيلو وات بتكلفة إجمالية 12 مليون ريال.[14]
- 18: دعوة المملكة لأول مرة لإجتماع الإتحاد الدولي لسباحات المسافات القصيرة والذي يعقد في برلين عاصمة ألمانيا ويستمر 5 أيام أثناء إقامة بطولة العالم لسباحة المسافات القصيرة والغطس وكرة الماء ويشترك فيها 66 دولة. [15]

### سبتمبر
- 20: صدور قرارات بتعيين 1227 خريجة من كليات البنات ومعاهد المعلمات في مناطق المملكة.[16]
- 28: الصندوق السعودي للتنمية يقدم قرضين إلى اليمن بقيمة 555 مليون ريال لإنشاء مشروع طريق جيزان - الحديدة بطول 204 كيلو متر وقرض ثاني لتمويل مشروع طريق صعدة - ظهران الجنوب بطول 79 كيلو متر.[17]

### ديسمبر
- 13: افتتاح مستشفى القوات المسلحة بالرياض ونادٍ للضباط بحضور الملك خالد بن عبدالعزيز آل سعود.[18]
- 16: تأسيس قوات أمن المنشآت.[19]
- 31: قيام الرئيس الأمريكي جيمي كارتر بزيارة إلى الشرق الأوسط شملت كلاً من السعودية ومصر وإيران، وفيها قامت السعودية بالتأكيد على دعمها لمنظمة التحرير الفلسطينية.[20]

## مواليد

### فبراير
- محمد نور، لاعب كرة قدم سابق.[21]

### يونيو
- 7: طلال المشعل، لاعب كرة قدم سابق.[22]

### يوليو
- 6: محمد المقرن، شاعر ومؤلف وقاضي.[23]
- 24: عبد الله المغلوث، كاتب صحفي.[24]

### سبتمبر
- هنادي هندي، أول امرأة سعودية تقود طائرة.[25]

### أكتوبر
- 10: ياسر القحطاني، لاعب كرة قدم سابق.[26]
- 18: نوال محمد، ممثلة.[27]
- 25: أحمد الدوخي، لاعب كرة قدم سابق.[28]

## وفيات

### يناير
- 21: عبد الله العمودي، قاضي ومؤرخ.